# 落合羊羹
落合羊羹（おちあいようかん）は、岡山県真庭市の銘菓・土産菓子。

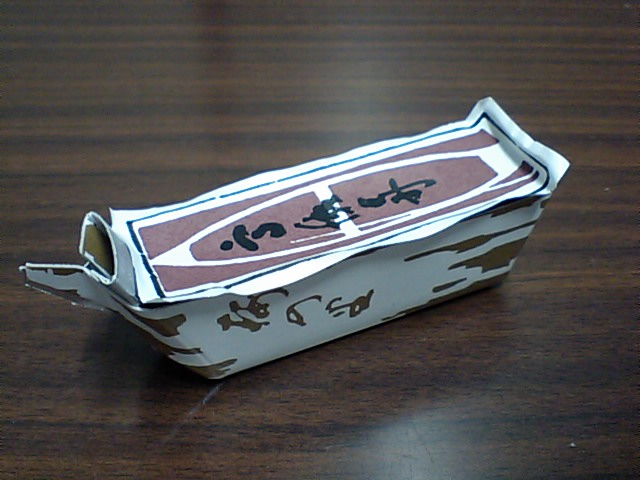
落合羊羹（舟形）
（古見屋羊羹の高瀬舟羊羹）

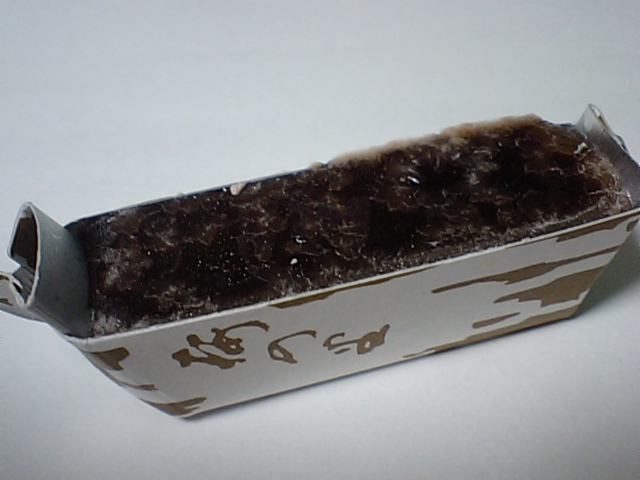
落合羊羹は表面が糖化している

## 概要
真庭市のうち旧・落合町で生産される羊羹で、現在は真庭市域、美作地域の土産菓子のひとつにもなっている。
1764年（明和元年）に美作国真島郡垂水村（現・真庭市落合垂水）で創業した古見屋羊羹が発祥といわれている。ちなみに古見屋羊羹の店名は、創始者が美作国大庭郡古見村（現・真庭市古見）の出身であったことに由来している。

## 特徴
羊羹の表面が糖化により硬く、白っぽくなっている「シャリ」が最大の特徴。これにより食べたときに、外はザクッと、中はモッチリとした独特の食感を味わうことができる。
棹物や板状の羊羹もあるが、高瀬舟に見立てた一口サイズの舟形の羊羹が主流で、この高瀬舟羊羹は「真庭ブランド」にも認定されている。これは、真庭市のうち旧・勝山町から旧・落合町にかけての地域が、かつて高瀬舟の発着場だったことに由来している。以前は舟形容器の両端をホチキスのような金具で留めていたが、近年は糊付けで留めてあり、食べやすさと安全性に配慮されたものになっている。

## 主な製造業者
- 古見屋羊羹 - 真庭市落合垂水199
- 西口屋本店 - 真庭市落合垂水93
- 梅田屋羊羹店 - 真庭市落合垂水183
- 加藤商店 - 真庭市落合垂水47
- おちあい羊羹  - 真庭市栗原1628-4